# Historia de Guinea-Bisáu
La historia de Guinea-Bisáu fue dominada por Portugal de los años 1450 a los años 1970; desde la independencia, el país ha sido controlado principalmente por un sistema de partido único.

## Dominio portugués

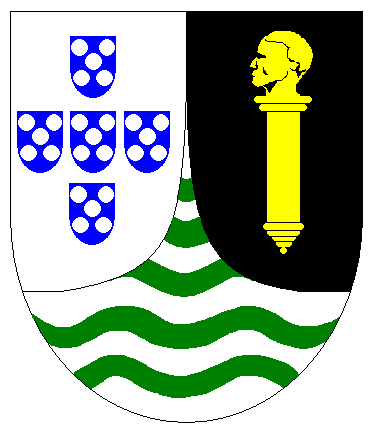
Escudo de Guinea-Bisáu cuando era colonia de Portugal.

Los ríos de Guinea y las islas de Cabo Verde estaban entre las primeras áreas en África explorada por los portugueses, notablemente Nuno Tristão, en el siglo XV. Los pueblos autóctonos que poblaban el territorio eran hablantes de lenguas bak (balanta, fulani, mandjak y papel) y lenguas mandé (mandinka).
Portugal reclamó Guinea portuguesa en 1446, pero pocos puestos comerciales fueron establecidos antes 1600. En 1630, "una capitanía general" de Guinea portuguesa fue establecida para administrar el territorio. Los portugueses fueron parte principal en la trata de esclavos y exportaron números grandes de africanos al Hemisferio Occidental vía las Islas de Cabo Verde. Cacheu se hizo uno de los centros de esclavos principales, y una pequeña fortaleza todavía está de pie en la ciudad. La trata de esclavos disminuyó en el siglo XIX, y Bisáu, al principio fundado como centro militar y comercial de esclavos en 1765, creció para hacerse el centro comercial principal.

## SiglosXIXyXX
La conquista y consolidación portuguesa del interior no comenzaron hasta la última mitad del siglo XIX. Portugal perdió parte de Guinea con África Occidental Francesa, incluso el centro de interés comercial portugués más temprano, la región del Río Casamance. Una disputa con Gran Bretaña sobre la isla de Bolama fue colocada en el favor de Portugal con la participación del Presidente estadounidense Ulysses S. Grant.
Antes de la Primera Guerra Mundial, fuerzas portuguesas, con un poco de ayuda de la población musulmana, tribus animistas sometidas finalmente establecieron las fronteras del territorio. El interior de Guinea Portuguesa fue traído a control después de más de 30 años de enfrentamientos; la subyugación final de las islas Bijagós no ocurrió hasta 1936. La capital administrativa fue movida de Bolama a Bisáu en 1941, y en 1952, por la enmienda constitucional, la colonia de Guinea portuguesa se hizo una provincia extranjera de Portugal.

## Lucha por la independencia
En 1956, el Partido Africano por la Independencia de Guinea y Cabo Verde (PAIGC) fue organizado clandestinamente por Amílcar Cabral y Rafael Barbosa. El PAIGC movió su oficina central a Conakri, Guinea, en 1960 y comenzó una rebelión armada contra los portugueses en 1961 (para una cuenta detallada de esta lucha, ver la página PAIGC). A pesar de la presencia de tropas portuguesas, que crecieron a más de 35,000, el PAIGC constantemente amplió su influencia hasta, hacia 1968, este controló la mayor parte del país. Esto estableció la regla civil en el territorio en su control y sostuvo elecciones para una Asamblea Nacional. Las fuerzas portuguesas y los civiles cada vez más fueron encajonados a sus guarniciones y ciudades más grandes. El Gobernador portugués y Comandante en el Jefe a partir de 1968 hasta 1973, General António de Spínola, regresó a Portugal y dirigió el movimiento que trajo la democracia a Portugal y la independencia para sus colonias.
Amílcar Cabral fue asesinado en Conakri en 1973, y el mando de partido cayó en Aristides Pereira, que más tarde se hizo el primer presidente de la República de Cabo Verde. La Asamblea Nacional PAIGC se encontró en Boe en la región del sudeste y declarado la independencia de Guinea-Bisáu el 24 de septiembre de 1973 y fue reconocida por una votación de la Asamblea General de las Naciones Unidas en noviembre por 93-7, sin precedentes cuando este denunció la agresión y la ocupación portuguesa ilegal y era antes de control completo y reconocimiento portugués. La Revolución de los Claveles de abril de 1974 en Portugal, concediéndose la independencia a Guinea-Bisáu el 10 de septiembre de 1974 en un proceso cordial y sin tensiones. Luís Cabral, medio hermano de Amílcar Cabral, se convirtió en el presidente de Guinea-Bisáu. 
La independencia comenzó bajo los mejores auspicios. La diáspora de Guinea-Bisáu regresó en forma masiva al país. Se creó un sistema de acceso escolar para todos. Los libros eran gratuitos y las escuelas disponían de un número suficiente de profesores.

## La presidencia de Vieira

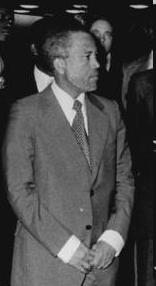
Luíz Cabral, en Berlín, 1976.

A finales de 1980, derrocaron al gobierno en un golpe relativamente exangüe conducido por el primer ministro y antiguo comandante de fuerzas armadas, João Bernardo Vieira.
De noviembre de 1980 a mayo de 1984, el poder fue sostenido por un gobierno provisional responsable a un Consejo Revolucionario encabezado por el presidente João Bernardo Vieira. En 1984, el consejo fue disuelto, y la Asamblea Popular Nacional (ANP) fue reconstituida. La asamblea de partido único aprobó una nueva constitución, eligió al Presidente Vieira a un nuevo período de 5 años, y decidió un Consejo de Estado, que era el agente ejecutivo del ANP. Bajo este sistema, el presidente preside el Consejo de Estado y sirve como jefe de Estado y Gobierno. El presidente también era la cabeza del PAIGC y comandante en el jefe de las fuerzas armadas.
Desde entonces, el país se orientó hacia una economía liberal. Los recortes presupuestarios se hicieron a costa del sector social y de la educación.
Hubo supuestos complots de golpe contra el gobierno de Vieira en 1983, 1985, y 1993. En 1986, el primer Vicepresidente Paulo Correia y otros cinco fueron ejecutados por traición después de un proceso larguísimo.

## Democracia e inestabilidad política
En 1994, 20 años después de la independencia de Portugal, las primeras elecciones legislativas y presidenciales multipartidarias del país fueron sostenidas. Un levantamiento del ejército que provocó la guerra civil de Guinea-Bisáu en 1998 creó cientos de miles de personas desplazadas. El presidente fue expulsado por una junta militar en 7 de mayo de 1999. Un gobierno interino volcó el poder en febrero de 2000 cuando el líder de oposición, Kumba Ialá, tomó posesión del cargo después de dos rondas de elecciones presidenciales transparentes. La transición de Guinea-Bisáu atrás a la democracia será complicada por una economía devastada por la guerra civil y la predilección de los militares por la intromisión gubernamental.
En septiembre de 2003 un golpe exangüe ocurrió en que los militares, encabezados por el general Veríssimo Correia Seabra, detuvieron a Ialá porque "él era incapaz de solucionar los problemas". Siendo retrasado varias veces, las elecciones legislativas fueron sostenidas en abril de 2004.

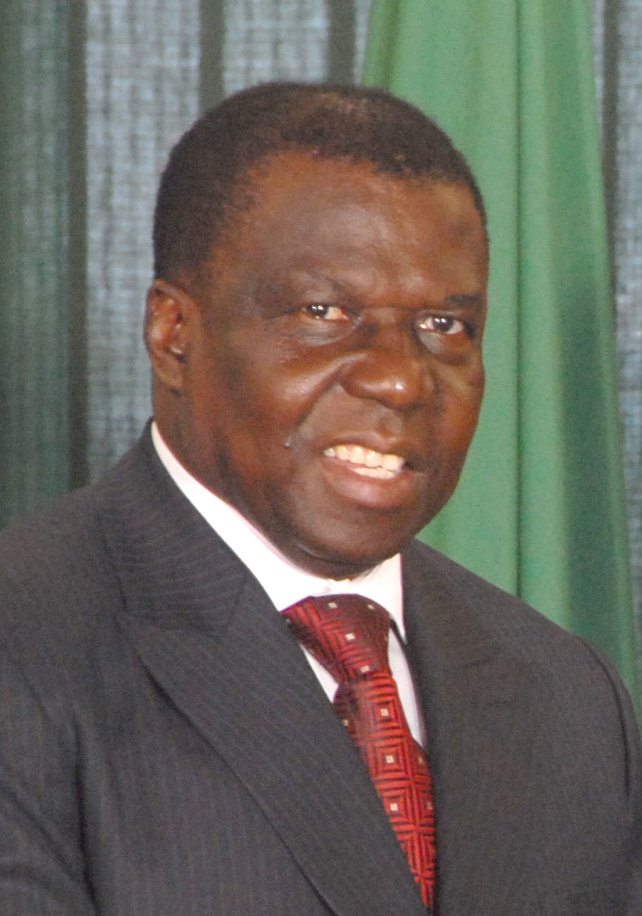
João Bernardo Vieira, presidente de Guinea-Bisáu, asesinado por soldados rebeldes el 2 de marzo de 2009.

Un motín de facciones militares en octubre de 2004 causó la muerte del general Seabra y otros, y causó un malestar extendido. El primer ministro Carlos Gomes Júnior ha declarado que los amotinados eran soldados de ex Naciones Unidas recientemente devueltos de Liberia quiénes estaban enojados sobre tardanzas de ser pagados. Las conversaciones entre estos soldados y las autoridades han dejado hasta ahora de llegar a un acuerdo. 
En junio de 2005 se celebraron elecciones presidenciales por primera vez desde el golpe de Estado que depuso a Ialá. Ialá regresó como el candidato del PRS, afirmando ser el legítimo presidente del país, pero la elección fue ganada por el expresidente João Bernardo Vieira, depuesto en el golpe de 1998. Vieira fue un candidato para una sección de la PAIGC. Vieira derrotó a Malam Bacai Sanhá en una segunda vuelta de las elecciones, pero Sanha se negó inicialmente a admitirlo, alegando que las elecciones habían sido fraudulentas en dos circunscripciones, incluyendo la capital, Bisáu.
A pesar de informes sobre la introducción de armas en las semanas previas a las elecciones y algunos informes de "disturbios durante la campaña" (incluyendo ataques contra el palacio presidencial y del Ministerio del Interior, por pistoleros no identificados aún) vedores europeos declararon que la elección transcurrió en forma "tranquila y organizada".
Vieira fue asesinado el 2 de marzo de 2009 por soldados rebeldes, quienes horas antes habían asesinado al comandante en jefe de las fuerzas armadas el general Tagme Na Waie. Raimundo Pereira, parlamentario del país, asumió el 3 de marzo de 2009, después del asesinato. Raimundo Pereira había sido elegido en las elecciones parlamentarias de diciembre de 2008, representando al partido PAIGC. Los líderes militares del país se comprometieron a respetar el orden constitucional de sucesión. El presidente de la Asamblea Nacional, Raimundo Pereira, fue designado presidente interino hasta las elecciones nacionales del 28 de junio de 2009, siendo ganadas por Malam Bacai Sanhá del PAIGC, frente a Kumba Ialá como candidato presidencial del PRS.
El 9 de enero de 2012, el presidente Sanhá murió por complicaciones de la diabetes y Pereira fue designado nuevamente como presidente interino. En la noche del 12 de abril de 2012, miembros de las fuerzas armadas del país dieron un golpe de Estado y arrestaron al presidente interino ya uno de los principales candidatos presidenciales. El ex vicejefe de personal, el general Mamadu Ture Kuruma, asumió el control del país en el período de transición e inició negociaciones con los partidos de la oposición.
José Mário Vaz fue presidente de Guinea-Bisáu desde 2014 hasta las elecciones presidenciales de 2019. Al final de su mandato, Vaz se convirtió en el primer presidente electo en completar su mandato de cinco años. Sin embargo, perdió las elecciones de 2019 ante Umaro Sissoco Embaló, quien asumió el cargo en febrero de 2020. Embaló es el primer presidente elegido sin el respaldo del PAIGC.

### Gobierno de Umaro Sissoco Embaló
En febrero de 2022 hubo un fallido intento de golpe de Estado contra el presidente Umaro Sissoco Embaló. Según Embaló el intento de golpe estuvo vinculado al narcotráfico.